# 2020年夏季奧林匹克運動會射箭比賽
2020年夏季奧林匹克運動會射箭比賽，是因2019冠狀病毒病疫情而延期至2021年舉行的第32屆夏季奧林匹克運動會的其中一個比賽項目，於2021年7月23日至31日在日本東京夢之島公園進行。
本屆奧運射箭比賽新增混合團體項目，共產生5面金牌。韓國隊在此次比賽包攬5枚金牌當中的4枚，僅在男子個人小項失手，這是該國13年來首次未獲得該小項金牌。

## 參賽資格
於個人項目，如果一個代表團獲得團體項目的參賽名額，則獲得3個參賽名額，否則只能獲得1個參賽名額。每個代表團最多可以派出3個男子及3個女子運動員參賽。
只有符合奧林匹克憲章的運動員才能夠參加本屆東京奧運。此外，運動員亦需要指定時間內（由2019年世界射箭錦標賽首天比賽日直至國際射箭總會認可的比賽為止）獲得以下的最低參賽資格分數（Minimum Qualification Standards、MQS）才能夠參賽：
- 男子：70米640分
- 女子：70米605分

| 資格賽                                                              | 出線資格         | 出線名額                                          | 男子                                                                                      | 男子                                          | 女子 | 女子                                                                            | 備註 |
| 資格賽                                                              | 出線資格         | 出線名額                                          | 個人名額                                                                                  | 團體名額                                      | 個人名額 | 團體名額                                                                        | 備註 |
| ------------------------------------------------------------------- | ---------------- | ------------------------------------------------- | ----------------------------------------------------------------------------------------- | --------------------------------------------- | --- | ------------------------------------------------------------------------------- | --- |
| 主辦國 · 2013年9月7日 · 阿根廷布宜諾斯艾利斯                        | 不適用           | 3個男子參賽名額 3個女子參賽名額                   | 日本（3）                                                                                 | 日本                                          | 日本（3） | 日本                                                                            | 如果主辦國無法派出合資格的運動員參賽，此名額將會分配至最終資格賽。                                                                  |
| 2019年世界射箭錦標賽 · 2019年6月10月至16日 · 荷蘭斯海爾托亨博斯     | 團體項目前8名    | 24個男子參賽名額 24個女子參賽名額                 | （3） · 中国（3） · 英国（3） · 印度（3） · （3） · 韩国（3） · 荷兰（3） · 中华台北（3） | · 中国 · 英国 · 印度 · 韩国 · 荷兰 · 中华台北 | 白俄罗斯（3） · 中国（3） · 英国（3） · 德国（3） · 韩国（3） · 俄罗斯奥林匹克委员会（3） · 中华台北（3） · 乌克兰（3） | 白俄罗斯 · 中国 · 英国 · 德国 · 韩国 · 俄罗斯奥林匹克委员会 · 中华台北 · 乌克兰 | 如果主辦國獲得前8名，此名額將會分配至最終團體資格賽。                                                                               |
| 2019年世界射箭錦標賽 · 2019年6月10月至16日 · 荷蘭斯海爾托亨博斯     | 個人項目前4名    | 3個男子參賽名額[b] 3個女子參賽名額[b]             | · 意大利 · 马来西亚 · 美国[b]                                                             | 不適用                                        | 丹麦 · 墨西哥[b] · 摩尔多瓦 · 瑞典                                                                                      | 不適用                                                                          | 由沒有從團體比賽獲得參賽名額的國家，按名次遞補。                                                                                    |
| 最終團體資格賽[a] · 2021年6月18日至21日 · 法國巴黎                  | 團體項目前3名    | 9個男子參賽名額 9個女子參賽名額                   | 美国（3） · 印度尼西亚（3） · 法国（3）                                                   | 美国 · 印度尼西亚 · 法国                      | 墨西哥（3） · 美国（3） · 意大利（3）                                                                                   | 墨西哥 · 美国 · 意大利                                                          | 預定與射箭世界盃一併進行。 如果主辦國獲得前3名，將會由第4名遞補。 如果前3名隊伍已獲得個人名額，該個人名額將會分配至最終個人資格賽。 |
| 2018年亞洲運動會 · 2018年8月18日至9月2日 · 印度尼西亞雅加達、巨港   | 混合團體項目冠軍 | 0個男子參賽名額[c] 0個女子參賽名額[c]             | 朝鲜[c]                                                                                   | 不適用                                        | 朝鲜[c] | 不適用                                                                          | 如果主辦國獲得冠軍，此名額將會按名次遞補。 如該比賽沒有進行該項目，此名額將會分配至最終個人資格賽。                                 |
| 2018年亞洲運動會 · 2018年8月18日至9月2日 · 印度尼西亞雅加達、巨港   | 個人項目冠軍     | 0個男子參賽名額[b] 1個女子參賽名額                | 印度尼西亚[b]                                                                             | 不適用                                        | 印度尼西亚 | 不適用                                                                          | 如果主辦國獲得冠軍，此名額將會按名次遞補。 如該比賽沒有進行該項目，此名額將會分配至最終個人資格賽。                                 |
| 2019年歐洲運動會 · 2019年6月21日至30日 · 白俄羅斯明斯克             | 混合團體項目冠軍 | 0個男子參賽名額[d] 0個女子參賽名額[b]             | —[d]                                                                                      | 不適用                                        | 意大利[b] | 不適用                                                                          | 如該比賽沒有進行該項目，此名額將會分配至最終個人資格賽。                                                                            |
| 2019年歐洲運動會 · 2019年6月21日至30日 · 白俄羅斯明斯克             | 個人項目冠軍     | 1個男子參賽名額 1個女子參賽名額                   | 西班牙                                                                                    | 不適用                                        | 荷兰 | 不適用                                                                          | 如該比賽沒有進行該項目，此名額將會分配至最終個人資格賽。                                                                            |
| 2019年太平洋運動會 · 2019年7月7日至20日 · 萨摩亚阿皮亞              | 混合團體項目冠軍 | 0個男子參賽名額[e] 0個女子參賽名額[e]             | 新西兰[e]                                                                                 | 不適用                                        | 新西兰[e] | 不適用                                                                          | 如該比賽沒有進行該項目，此名額將會分配至最終個人資格賽。                                                                            |
| 2019年泛美運動會 · 2019年7月26日至8月11日 · 秘魯利馬                | 混合團體項目冠軍 | 0個男子參賽名額[f] 0個女子參賽名額[b]             | —[f]                                                                                      | 不適用                                        | 美国[b] | 不適用                                                                          | 如該比賽沒有進行該項目，此名額將會分配至最終個人資格賽。                                                                            |
| 2019年泛美運動會 · 2019年7月26日至8月11日 · 秘魯利馬                | 個人項目冠軍     | 2個男子參賽名額[f] 1個女子參賽名額                | 巴西 · 加拿大                                                                             | 不適用                                        | 哥伦比亚 | 不適用                                                                          | 如該比賽沒有進行該項目，此名額將會分配至最終個人資格賽。                                                                            |
| 2019年非洲運動會 · 2019年8月23日至9月3日 · 摩洛哥卡薩布蘭卡、拉巴特 | 混合團體項目冠軍 | 1個男子參賽名額 1個女子參賽名額                   | 埃及                                                                                      | 不適用                                        | 埃及 | 不適用                                                                          | 如該比賽沒有進行該項目，此名額將會分配至最終個人資格賽。                                                                            |
| 2019年非洲運動會 · 2019年8月23日至9月3日 · 摩洛哥卡薩布蘭卡、拉巴特 | 個人項目冠軍     | 1個男子參賽名額[g] 1個女子參賽名額[g]             | [g] · 突尼斯                                                                              | 不適用                                        | 科特迪瓦[g] · 突尼斯 | 不適用                                                                          | 如該比賽沒有進行該項目，此名額將會分配至最終個人資格賽。                                                                            |
| 2019年亞洲射箭錦標賽 · 2019年11月22日至28日 · 泰國曼谷              | 個人項目前3名    | 3個男子參賽名額 3個女子參賽名額                   | 伊朗 · 蒙古 · 越南                                                                        | 不適用                                        | 不丹 · 印度 · 越南 | 不適用                                                                          | 如該比賽沒有進行該項目，此名額將會分配至最終個人資格賽。                                                                            |
| 泛美区资格赛 · 2021年3月22日至28日[a] · 墨西哥蒙特雷                | 個人項目前3名    | 3個男子參賽名額 3個女子參賽名額                   | 哥伦比亚 · 智利 · 墨西哥                                                                  | 不適用                                        | 巴西 · 加拿大 · 厄瓜多尔                                                                                                | 不適用                                                                          | 如該比賽沒有進行該項目，此名額將會分配至最終個人資格賽。                                                                            |
| 欧洲区资格赛 · 2021年5月31日至6月6日[a] · 土耳其安塔利亞            | 個人項目前4名    | 3個男子參賽名額[b] 4個女子參賽名額                | 土耳其 · 法国[b] · 斯洛文尼亚 · 德国                                                      | 不適用                                        | 西班牙 · 法国 · 斯洛伐克 · 土耳其                                                                                       | 不適用                                                                          | 如該比賽沒有進行該項目，此名額將會分配至最終個人資格賽。                                                                            |
| 最終個人資格賽[a] · 2021年6月18日至21日 · 法國巴黎                  | 個人項目冠軍     | 7個男子參賽名額[b][c][d][e] 5個女子參賽名額[b][c] | 芬兰 · 匈牙利 · 以色列 · 摩尔多瓦 · 波兰 · 俄罗斯奥林匹克委员会 · 乌克兰                  | 不適用                                        | 希腊 · 罗马尼亚 · 波兰 · 捷克 · 蒙古                                                                                    | 不適用                                                                          | 預定與射箭世界盃一併進行。 如果其他已獲資格國家奧委會獲得冠軍，此名額將會按名次遞補。                                               |
| 大洋洲区名额[h]                                                     | 個人項目首名[h]  | 0個男子參賽名額[i] 1個女子參賽名額                | 斐济[i]                                                                                   | 不適用                                        | | 不適用                                                                          | |
| 外卡                                                                | 不適用           | 2個男子參賽名額 2個女子參賽名額                   | 马拉维 ·                                                                                  | 不適用                                        | · | 不適用                                                                          | 各國需要於2020日1月15日或之前提交提名名單。 國際奧委會會於所有資格賽完結後確定外卡名額。                                            |
| 未使用名额重新分配 （世界排名）[e][g][i]                            | 不適用           | 2個男子參賽名額 2個女子參賽名額                   | 比利时 · 卢森堡                                                                           | 不適用                                        | 爱沙尼亚 · 马来西亚 | 不適用                                                                          | 任何在最终资格赛结束后放弃的席位均将根据世界排名重新分配                                                                            |
| 總數                                                                |                  |                                                   | 64                                                                                        |                                               | 64 |                                                                                 | |

- a  受2019冠状病毒病疫情影响，國際射箭總會决定将所有2020年3月至6月进行的奥运资格赛推迟至2021年进行。各比赛地点方面，除最终团体资格赛和最终个人资格赛的举办地由德国柏林改至法国巴黎，其他各资格赛地点不变。[3]
- b  最终团体资格赛提供男女各三个团体席位，结果美国队、印度尼西亚队和法国队获得男子团体的席位，墨西哥队、美国队和意大利队则获得女子团体的席位，这些队伍在最终团体资格赛前通过其他途径获得的个人席位均重新分配至最终个人资格赛[4][5]。
- c  通过2018年亚洲运动会混合团体比赛获得席位的朝鲜队于2021年4月宣布不参加该届奥运，國際射箭總會决定将朝鲜在该项目放弃的一个男子及一个女子席位重新分配至最终个人资格赛[6]。
- d  由于获得2019年欧洲运动会混合团体冠军的意大利队先前已透过2019年世界射箭锦标赛获得一个男子席位，世界射箭联合会将2019年欧洲运动会混合团体项目的男子奥运席位重新分配至最终个人资格赛[7]。
- e  新西兰队原本通过2019年太平洋运动会特别设立的奥运射箭混合团体大洋洲区资格赛获得一个男子个人及一个女子个人席位，后来该国决定退还男子个人席位，空出的男子个人席位重新分配至最终个人资格赛[8]。最终资格赛结束后，该国又决定放弃女子个人席位，由此空出的名额根据世界排名重新分配[9]。
- f  由于获得2019年泛美运动会混合团体冠军的美国队先前已透过2019年世界射箭锦标赛获得一个男子席位，世界射箭联合会将2019年泛美运动会混合团体项目的男子奥运席位重新分配至同一赛事的男子个人项目[10]。
- g  世界射箭联合会规定的期限结束后，男女各有一个国家/地区奥委会因无人在对应性别反曲弓项目上达到最低参赛资格分数而失去各自所获席位，由此空出的一个男子个人及一个女子个人名额根据世界排名重新分配[9][11]。
- h  大洋洲区资格赛原定于2021年3月至4月在斐济苏瓦进行，后来该比赛被取消。根据规则，大洋洲区席位将分配给在最终个人资格赛当中排名最高的未获资格大洋洲区选手。[1]再后来由于最终个人资格赛参赛的大洋洲区选手不足，世界射箭联合会决定根据最近一届举办的大洋洲锦标赛分配大洋洲区席位。
- i  斐济原本获分配到一个大洋洲区名额，然而该国最终放弃该名额，由于该名额是在最终个人资格赛结束后放弃的，世界射箭联合会决定根据世界排名来重新分配名额[11]。

## 比賽形式
5個項目總共有128位運動員參賽，分別有64位男子及64位女子運動員。
64位運動員會先進行排名賽，以決定個人及團體項目的參賽資格及種子排名。排名賽中每位運動員會使用反曲弓於70米距離發射72支箭，並按分數排名。

### 個人項目
於淘汰賽階段，64名運動員會按照排名進行配對，例如第1名對第64名，第2名對第63名等。每場比賽設有5局，每位選手每局可發射3支箭，分數較高者勝出該局，勝者獲得2分，平手則各得1分，最先獲得6分的運動員勝出比賽。若5局之後2人的點數相同將加射1支箭，箭最接近中心者勝出。

### 團體項目
男子及女子團體項目中，每隊由3名運動員組成。而混合團體項目中，每隊由1名男子及1名女子運動員組成。
比賽形式與個人項目相似。每場比賽設有4局，每隊每局可發射6支箭，每位運動員發射2支箭，分數較高者勝出該局，勝者獲得2分，平手則各得1分，最先獲得5分的隊伍勝出比賽。若4局之後2支隊伍的點數相同將加射3支箭，每位運動員發射1支箭，箭最接近中心者勝出。

## 時間表
所有時間皆為日本標準時間（UTC+9）
| ● | 預賽 | ● | 決賽 |

| 2021年7月 | 23日 週五 | 24日 週六 | 25日 週日 | 26日 週一 | 27日 週二 | 28日 週三 | 29日 週四 | 30日 週五 | 31日 週六 |
| --------- | --------- | --------- | --------- | --------- | --------- | --------- | --------- | --------- | --------- |
| 男子個人  | ●         |           |           |           | ●         | ●         | ●         |           | ●         |
| 女子個人  | ●         |           |           |           | ●         | ●         | ●         | ●         |           |
| 男子團體  |           |           |           | ●         |           |           |           |           |           |
| 女子團體  |           |           | ●         |           |           |           |           |           |           |
| 混合團體  |           | ●         |           |           |           |           |           |           |           |

## 參賽代表團
以下是参加射箭项目的代表团名单：
- （4）
- （2）
- 白俄罗斯（3）
- 比利时（1）
- 不丹（1）
- 巴西（2）
- 加拿大（2）
- （1）
- 智利（1）
- 中国（6）
- 哥伦比亚（2）
- 捷克（1）
- 丹麦（1）
- 厄瓜多尔（1）
- 埃及（2）
- 爱沙尼亚（1）
- 芬兰（1）
- 法国（4）
- 德国（4）
- 英国（6）
- 希腊（1）
- 匈牙利（1）
- 印度（4）
- 印度尼西亚（4）
- 伊朗（1）
- 以色列（1）
- 意大利（4）
- 日本（6）
- （3）
- 卢森堡（1）
- 马来西亚（2）
- 马拉维（1）
- 墨西哥（4）
- 摩尔多瓦（2）
- 蒙古（2）
- 荷兰（4）
- 波兰（2）
- 俄罗斯奥林匹克委员会（4）
- 罗马尼亚（1）
- 斯洛伐克（1）
- 斯洛文尼亚（1）
- 韩国（6）
- 西班牙（2）
- 瑞典（1）
- 中华台北（6）
- 突尼斯（2）
- 土耳其（2）
- 乌克兰（4）
- 美国（6）
- 越南（2）
- （1）

## 獎牌得主
| 項目              | 金牌                                   | 银牌                                                                                    | 铜牌                                                    |
| 男子個人 （詳細） | 梅特·加佐茲 · 土耳其（TUR）            | 毛罗·内斯波利 · 意大利（ITA）                                                           | 古川高晴 · 日本（JPN）                                  |
| 男子團體 （詳細） | 韩国（KOR） · 金優鎮 · 吳真爀 · 金濟德 | 中华台北（TPE） · 鄧宇成 · 湯智鈞 · 魏均珩                                              | 日本（JPN） · 古川高晴 · 河田悠希 · 武藤弘樹            |
| 女子個人 （詳細） | 安山 · 韩国（KOR）                     | 葉連娜·奧西波娃 · 俄罗斯奥林匹克委员会（ROC）                                           | 露西拉·博阿里 · 意大利（ITA）                           |
| 女子團體 （詳細） | 韩国（KOR） · 安山 · 張珉喜 · 姜彩荣   | 俄罗斯奥林匹克委员会（ROC） · 斯韋特蘭娜·戈姆博耶娃 · 葉連娜·奧西波娃 · 克谢尼娅·佩罗娃 | 德国（GER） · 米歇爾·克羅彭 · 夏琳·施瓦茨 · 莉萨·翁鲁   |
| 混合團體 （詳細） | 韩国（KOR） · 金濟德 · 安山            | 荷兰（NED） · 史蒂夫·韋勒 · 加布麗埃拉·施魯塞爾                                         | 墨西哥（MEX） · 路易斯·阿爾瓦雷斯 · 亚历杭德拉·瓦伦西亚 |

## 獎牌榜
*   主办国家/地区（日本）
| 排名                     | 国家 / 地区                 | 金牌 | 銀牌 | 銅牌 | 总计 |
| ------------------------ | --------------------------- | ---- | ---- | ---- | ---- |
| 1                        | 韩国（KOR）                 | 4    | 0    | 0    | 4    |
| 2                        | 土耳其（TUR）               | 1    | 0    | 0    | 1    |
| 3                        | 俄罗斯奥林匹克委员会（ROC） | 0    | 2    | 0    | 2    |
| 4                        | 意大利（ITA）               | 0    | 1    | 1    | 2    |
| 5                        | 荷兰（NED）                 | 0    | 1    | 0    | 1    |
| 5                        | 中华台北（TPE）             | 0    | 1    | 0    | 1    |
| 7                        | 日本（JPN）*                | 0    | 0    | 2    | 2    |
| 8                        | 德国（GER）                 | 0    | 0    | 1    | 1    |
| 8                        | 墨西哥（MEX）               | 0    | 0    | 1    | 1    |
| 总计（共9个国家 / 地区） | 总计（共9个国家 / 地区）    | 5    | 5    | 5    | 15   |

## 紀錄
以下是比赛期间刷新的世界纪录和奥运纪录，注意此次比赛期间刷新的世界纪录必然为奥运纪录：
| 項目     | 場次   | 運動員               | 代表團 | 成績 | 日期          | 紀錄 |
| -------- | ------ | -------------------- | ------ | ---- | ------------- | ---- |
| 女子個人 | 排名賽 | 安山                 | 韩国   | 680  | 2021年7月23日 | OR   |
| 女子團體 | 排名賽 | 安山、張珉喜、姜彩荣 | 韩国   | 2032 | 2021年7月23日 | OR   |
| 混合團體 | 排名賽 | 金濟德、安山         | 韩国   | 1368 | 2021年7月23日 | OR   |